# Giulio Floro
Giulio Floro (in latino Iulius Florus; ... – 21) è stato un principe gallo, capo della tribù dei Treveri.
Apparteneva ad una famiglia che al rango nobiliare poteva unire la cittadinanza romana, che gli avi di Giulio Floro si erano visti concedere per i servigi resi allo stato romano.
Nel 21, mentre a Roma era imperatore Tiberio, Floro organizzò, assieme al capo della tribù degli Edui, Giulio Sacroviro, una rivolta antiromana che coinvolse gran parte delle genti galliche, vessate dai gravosi tributi che gli abitanti erano tenuti a versare ai governatori romani. Floro si impegnò in prima linea nel tentativo di incitare alla rivolta i popoli circostanti, e intraprese alcune missioni diplomatiche presso i Belgi; tentò anche di spingere verso la defezione i Galli arruolati come ausiliari nelle legioni romane, ma fu sconfitto da Giulio Indo, luogotenente di Gaio Silio: i due eserciti si scontrarono in battaglia presso la silva Arduenna, e Floro, sconfitto, si diede la morte per non finire prigioniero dei nemici.